# Oliver Bäcksbacka
Oliver Bäcksbacka (* 2000) ist ein finnischer Unihockeyspieler, der beim Livesport Superliga-Verein FBC Liberec unter Vertrag steht.